# Pierre Hadot
Pierre Hadot (Paris, 21 de fevereiro de 1922 – Orsay 24 de abril de 2010) foi um filósofo, historiador e filólogo francês, especialista em Filosofia helenística e Platonismo. Hadot recupera, em sua obra, a ideia da filosofia como um modo de vida. Ele atribui um significado filosófico e não religioso ao termo "exericício espiritual", que consiste em "uma prática pessoal e voluntária, destinada a provocar uma transformação do indivíduo, uma transformação do eu".
Filólogo e filósofo foi diretor da École des hautes études en sciences sociales e professor no Collège de France, onde ocupou a cadeira de História do Pensamento Grego e Romano, consagrando-se professor honorífico. Ele é considerado um dos símbolos da intelectualidade francesa.

## Biografia
Nascido em 21 de fevereiro de 1921 em Paris, Hadot recebeu uma catequização católica, o que o levou a adotar a vida religiosa, ordenando-se sacerdote. Contudo, por desacordos teóricos e por querer se casar, abandonou a profissão em 1952. O amplo interesse de Hadot pela espiritualidade o levou a se aprofundar em Plotino, e, em apenas um mês de estudos, escreveu uma das obras de maior referência sobre o filósofo neoplatônico. Entretanto, após esse mês de reclusão, ao confrontar-se com o cotidiano atual, ele percebeu que o modo de vida defendido por Plotino não era mais possível.
Além dos estudos sobre a filosofia antiga, Hadot teve diálogos com filósofos contemporâneos. Ele foi um dos primeiros a introduzir o estudo de Wittgenstein na França, introduzindo uma leitura muito própria da filosofia do vienense. Lendo o Tractatus, Hadot constatou que a linguagem não deveria designar objetos ou traduzir pensamentos, mas compreender algo próximo a um tema musical. Isso o auxiliou a apreender melhor os antigos, pois tais filósofos não aspiravam apenas informar conceitos, mas prover exercícios. Hadot também estudou as Investigações Filosóficas, de onde concluiu que as dificuldades da filosofia nascem da confusão dos diferentes jogos de linguagem, que permitem à Filosofia abarcar alguns aspectos de sua história, e em decorrência, compreender a si própria.
Admirado por Michel Foucault, de quem recebeu incentivo para se candidatar à cátedra no Collège de France, Hadot teceu críticas sobre a estética da existência foucaultiana. De acordo com Hadot, Foucault transformou a filosofia antiga em uma ética do prazer que se retém em si mesmo. Para Hadot, ao contrário, a terapêutica dos exercícios era destinada a produzir paz da alma, libertar da angústica provocada pelas preocupações da vida e pelo mistério da existência humana. Isso pode ser observado tanto nos estoicos, quanto nos epicuristas e neoplatônicos. Contudo, pela morte precoce de Foucault, Hadot não pôde estabelecer grande discussão com seu admirador, fato pelo qual nomeou seu artigo crítico como Um Diálogo Interrompido com Michel Foucault.
Hadot Faleceu na noite de 24 de abril de 2010.

## Filosofia
Hadot postulava que a interpretação das obras filosóficas da antiguidade clássica necessitaria ser feita sob uma modificação de ponto de vista; deveria ser a prática de exercícios espirituais, já que a Filosofia era um modo de vida, e quem a seguisse seria tão filósofo quanto àquele que a escrevera. Assim, quem vivesse de acordo com os princípios dos escritos filosóficos, filósofos também o seriam. A Filosofia na antiguidade clássica não era exclusivamente uma construção teórica, mas um método de desenvolvimento de pessoas a fim de viver e abranger o mundo sob um novo paradigma.
Dessa maneira, Hadot defendeu a Filosofia como modo de vida, e assim o tentou fazer durante sua vida. A filosofia antiga propôs à humanidade uma arte de viver, por outro lado, a filosofia moderna aparece, sobretudo, como a construção de um serviço meramente técnico reservada a peritos.

## Obras
- Marius Victorinus ISBN 2-204-03880-6
- Ambroise de Milan Apologie de David ISBN 2-204-01165-7.
- Plotin VI, 7 ISBN 2-204-02781-2
- Plotin 50 – III, 5 ISBN 2-204-04135-1
- Plotin 9 – VI, 9 ISBN 2-204-05013-X
- Marc Aurèle ISBN 2-251-00472-6.
- Simplicius Simplicissimus ISBN 2-251-1-8001-X

#### Em Português
- Exercícios Espirituais e Filosofia Antiga, É Realizações 2014
- Wittgenstein e os Limites da Linguagem, É Realizações 2014
- A Filosofia como Maneira de Viver, É Realizações 2016
- O que é a Filosofia Antiga, Loyola, 1999
- Elogio da Filosofia Antiga, Loyola
- Véu de Ísis - Ensaio sobre a história da ideia de natureza, Loyola
- Plotino ou A Simplicidade do Olhar, É Realizações, 2019
- Não se Esqueça de Viver - Goethe e a tradição dos exercícios espirituais, É Realizações, 2019